# Brjanský front
Brjanský front (rusky Брянский фронт) byl název tří vojenských formací Rudé armády za druhé světové války.

## Brjanský front (16. srpna – 10. listopadu 1941)

### Historie
Poprvé byl Brjanský front zřízen 16. srpna 1941 podle rozkazu Hlavního stanu z 14. srpna na styku Středního a Záložního frontu.
Úkolem nově vzniklého frontu bylo bránit Brjansk s okolím a nepřipustit postup nepřítele do týlu Středního a Jihozápadního frontu. Začátkem září 1941 front zaútočil na křídlo německé 2. tankové skupiny, ale obchvatu Jihozápadního frontu nezabránil. 30. září začal německý útok na Moskvu, vojska Brjanského frontu byla rozbita, velká část obklíčena a zničena, zbytek ustoupil na západ až k Tule a Jelci.
10. listopadu 1941 byl front zrušen, 50. armáda předána Západnímu, 3. a 13. armáda Jihozápadnímu frontu.

### Podřízené jednotky
- 13. armáda (16. srpna – 10. listopadu 1941)
- 50. armáda (16. srpna – 10. listopadu 1941)

- 3. armáda (26. srpna – 10. listopadu 1941)
- 21. armáda (26. srpna – 6. září 1941)

### Velení
Velitel
- 16. srpna – 13. října 1941 generálporučík Andrej Ivanovič Jerjomenko
- 14. října – 10. listopadu 1941 generálmajor Georgij Fjodorovič Zacharov

Člen vojenské rady
- 16. srpna – 10. listopadu 1941 divizní komisař Petr Ivanovič Mazepov
- 4. října – 10. listopadu 1941 Pantělejmon Kondraťjevič Ponomarenko

Náčelník štábu
- 16. srpna – 13. října 1941 generálmajor Georgij Fjodorovič Zacharov
- 14. října – 10. listopadu 1941 plukovník Leonid Michajlovič Sandalov

| Předchůdce |                                               | Nástupce                                          |
| -          | Brjanský front 16. srpna – 10. listopadu 1941 | vojska rozdělena mezi Západní a Jihozápadní front |

## Brjanský front (24. prosince 1941 – 12. března 1943)

### Historie
Podruhé byl Brjanský front zformován 24. prosince 1941 podle rozkazu Hlavního stanu z 18. prosince z pravého křídla Jihozápadního frontu.
Úkolem frontu bylo pokračovat v útoku na orelsko-brjanském směru. Do začátku ledna 1942 front v rámci Moskevské strategické útočné operace porazil pravé křídlo skupiny armád Střed, poté bylo úkolem frontu pouze poutání německých vojsk. 28. června 1942 v pásmu Jihozápadního frontu a nejjižnější armády (40.) Brjanského frontu zaútočila německá armáda v operaci Blau, 40. armáda ustoupila k Voroněži. Pro zlepšení velení byl z vojsk na voroněžském směru 9. července vytvořen Voroněžský front.
Začátkem roku 1943 v Voroněžsko-kastorněnské operaci front společně s Voroněžským frontem porazil německou 2. armádu a osvobodil Voroněžskou a většinu Kurské oblasti.
12. března byl Brjanský front podle rozkazu Hlavního stanu z 11. března zrušen, 61. armáda předána Západnímu, 3., 13., a 48. armáda Střednímu frontu,
15. letecká armáda a velení frontu přešlo do zálohy Hlavního stanu.

### Podřízené jednotky
- 3. armáda (24. prosince 1941 – 12. března 1943)
- 13. armáda (24. prosince 1941 – 12. března 1943)
- 61. armáda (24. prosince 1941 – 13. ledna 1942, 3. dubna – 29. června 1942 a 8. února – 12. března 1943)

- 40. armáda (3. dubna – 9. července 1942)
- 48. armáda (20. dubna 1942 – 12. března 1943)
- 2. letecká armáda (12. května – 9. července 1942)
- 5. tanková armáda (16. června – 17. července 1942)
- 15. letecká armáda (29. července 1942 – 12. března 1943)
- 38. armáda (3. srpna – 2. září 1942)
- 2. tanková armáda (15. ledna – 15. února 1943)

### Velení
Velitel
- 24. prosince 1941 – 2. dubna 1942 generálplukovník Jakov Timofejevič Čerevičenko
- 2. dubna – 7. července 1942 generálporučík Filipp Ivanovič Golikov
- 7. – 13. července generálporučík Nikandr Jevlampijevič Čibisov
- 14. července – 27. září 1942 generálporučík Konstantin Konstantinovič Rokossovskij
- 28. září 1942 – 12. března 1943 generálporučík (od 30. ledna 1943 generálplukovník) Max Andrejevič Rejter

Člen vojenské rady
- 24. prosince 1941 – 11. dubna 1942 sborový komisař Aleksandr Fileretovič Kolobjakov
- 11. dubna – 1. července 1942 sborový komisař Ivan Zacharovič Susajkov
- 2. července – 30. září 1942 plukovní (od 24. července brigádní) komisař Semjon Ivanovič Šabalin
- 1. října 1942 – 12. března 1943 sborový komisař (od 6. prosince 1942 generálmajor tankových vojsk) Ivan Zacharovič Susajkov

Náčelník štábu
- 24. prosince 1941 – 17. ledna 1942 generálmajor Vladimír Jakovlevič Kolpakči
- 17. ledna – 19. července 1942 generálmajor Michail Iljič Kazakov
- 20. července 1942 – 27. září 1942 generálmajor Michail Sergejevič Malinin
- 28. září 1942 – 12. března 1943 generálmajor (od 14. února 1943 generálporučík) Leonid Michajlovič Sandalov

| Předchůdce                        |                                            | Nástupce                                      |
| pravé křídlo Jihozápadního frontu | Brjanský front 24. června – 26. srpna 1941 | vojska rozdělena mezi Západní a Střední front |

## Brjanský front (28. března – 10. října 1943)

### Historie
Potřetí Brjanský front vznikl 28. března přejmenováním Orelského frontu.
Na jaře byla fronta v úseku Brjanského frontu klidná. V červenci srpnu 1943 společně s levým křídlem Západního a Středního frontu osvobodil Orelskou oblast. V září říjnu front osvobodil Brjansk.
10. října byl Brjanský front zrušen, velení frontu se s 15. leteckou a 11. gardovou armádou přesunulo na sever, kde se stalo základem Pobaltského frontu. Ostatní čtyři armády byly předány Střednímu frontu.

### Podřízené jednotky
- 3. armáda (28. března – 8. října 1943)
- 61. armáda (28. března – 15. srpna 1943)
- 15. letecká armáda (28. března – 10. října 1943)

- 63. armáda (29. dubna – 10. října 1943)
- 50. armáda (17. srpna – 10. října 1943)
- 11. armáda (30. července – 10. října 1943)
- 11. gardová armáda (30. července – 10. října 1943)
- 3. gardová tanková armáda (14. – 27. července 1943)
- 4. tanková armáda (30. července – 20. září 1943)

### Velení
Velitel
- 28. března – 5. června 1943 – generálplukovník Max Andrejevič Rejter
- 6. června – 10. října 1943 – generálplukovník Markijan Michajlovič Popov

Člen vojenské rady
- 28. března – 6. července 1943 – generálporučík tankových vojsk Ivan Zacharovič Susajkov
- 7. července – 10. října 1943 – generálporučík Lev Zacharovič Mechlis

Náčelník štábu
- 28. března – 10. října 1943 – generálporučík Leonid Michajlovič Sandalov

| Předchůdce                   |                                                           | Nástupce                       |
| velitelství Orelského frontu | velitelství Brjanského frontu 28. března – 10. října 1943 | velitelství Pobaltského frontu |

| Předchůdce    |                                            | Nástupce                      |
| Orelský front | Brjanský front 28. března – 10. října 1943 | pravé křídlo Středního frontu |